# التشاريع (مناخة)

تعديل مصدري - تعديل

التشاريع هي إحدى قرى عزلة بني خطاب بمديرية مناخة التابعة لمحافظة صنعاء، بلغ تعداد سكانها 231 نسمة حسب تعداد اليمن لعام 2004.